# Alicia Smith
Alicia Smith (ur. 27 września 1996 w Tamworth) – australijska tenisistka.

## Kariera tenisowa
W 2017 roku zadebiutowała w imprezie wielkoszlemowej podczas turnieju Australian Open w grze podwójnej. Startując w parze z Destanee Aiavą odpadła w pierwszej rundzie.
W swojej karierze zwyciężyła w jednym turnieju singlowym i w pięciu deblowych rangi ITF. 

## Finały turniejów ITF
| turnieje z pulą nagród 100 000 $ (W100)  |
| turnieje z pulą nagród 80 000 $ (W80)    |
| turnieje z pulą nagród 60 000 $ (W75)    |
| turnieje z pulą nagród 40 000 $ (W50)    |
| turnieje z pulą nagród 25/30 000 $ (W35) |
| turnieje z pulą nagród 15 000 $ (W15)    |
| turnieje z pulą nagród 10 000 $          |

### Gra pojedyncza 2 (1–1)
| Rezultat     |    | Data       | Turniej             | ($)    | Naw.     | Przeciwniczka          | Wynik       |
| Zwyciężczyni | 1. | 07/11/2021 | Solarino            | 15 000 | Dywanowa | Federica Bilardo       | 6:3, 7:6(6) |
| Finalistka   | 1. | 14/07/2024 | Nakhon Si Thammarat | 15 000 | Twarda   | Patcharin Cheapchandej | 6:7(9), 2:6 |

### Gra podwójna 16 (5–11)
| Rezultat     |     | Data       | Turniej             | ($)    | Naw.          | Partnerka             | Przeciwniczki                              | Wynik             |
| Zwyciężczyni | 1.  | 21/12/2018 | Monastyr            | 15 000 | Twarda        | Chiara Scholl         | Giorgia Marchetti Angelica Raggi           | 6:1, 6:3          |
| Zwyciężczyni | 2.  | 09/03/2019 | Mildura             | 25 000 | Trawiasta     | Alana Parnaby         | Olivia Rogowska Storm Sanders              | 3:6, 6:3, 10–8    |
| Finalistka   | 1.  | 27/04/2019 | Cancún              | 15 000 | Twarda        | Madison Westby        | Andrea Renée Villarreal Marcela Zacarías   | walkower          |
| Finalistka   | 2.  | 31/08/2019 | Tabarka             | 15 000 | Ceglana       | Chelsea Vanhoutte     | Merel Hoedt Seone Mendez                   | 3:6, 5:7          |
| Finalistka   | 3.  | 08/02/2020 | Launceston          | 25 000 | Twarda        | Abigail Tere-Apisah   | Alison Bai Jaimee Fourlis                  | 6:7(4), 3:6       |
| Finalistka   | 4.  | 13/11/2021 | Solarino            | 15 000 | Dywanowa      | Jacqueline Cabaj Awad | Virginia Ferrara Giorgia Pedone            | 1:6, 6:1, 5–10    |
| Finalistka   | 5.  | 20/11/2021 | Solarino            | 15 000 | Dywanowa      | Melania Delai         | Federica Urgesi Denise Valente             | 5:7, 7:6(4), 5–10 |
| Finalistka   | 6.  | 04/12/2021 | Lousada             | 15 000 | Twarda (hala) | Jasmijn Gimbrère      | Celia Cerviño Ruiz Matilde Jorge           | 1:6, 4:6          |
| Finalistka   | 7.  | 17/12/2022 | Wellington          | 15 000 | Twarda        | Mia Repac             | Monique Adamczak Sophie McDonald           | 6:4, 1:6, 6–10    |
| Zwyciężczyni | 3.  | 29/07/2023 | Caloundra           | 15 000 | Twarda        | Stefani Webb          | Nanari Katsumi Zara Larke                  | 6:1, 6:2          |
| Finalistka   | 8.  | 14/10/2023 | Cairns              | 25 000 | Twarda        | Roisin Gilheany       | Destanee Aiava Taylah Preston              | 6:7(5), 5:7       |
| Finalistka   | 9.  | 02/12/2023 | Gold Coast          | 60 000 | Twarda        | Melisa Ercan          | Roisin Gilheany Maya Joint                 | 6:7(3), 1:6       |
| Zwyciężczyni | 4.  | 16/03/2024 | Mildura             | 25 000 | Trawiasta     | Tahlia Kokkinis       | Punnin Kovapitukted Lu Jiajing             | 5:7, 6:2, 10–7    |
| Finalistka   | 10. | 13/07/2024 | Nakhon Si Thammarat | 15 000 | Twarda        | Monique Barry         | Patcharin Cheapchandej Punnin Kovapitukted | 3:6, 1:6          |
| Zwyciężczyni | 5.  | 20/07/2024 | Nakhon Si Thammarat | 15 000 | Twarda        | Monique Barry         | Jeong Bo-young Punnin Kovapitukted         | 6:4, 6:3          |
| Finalistka   | 11. | 15/03/2025 | Mildura             | 30 000 | Trawiasta     | Belle Thompson        | Lizette Cabrera Gabriella Da Silva Fick    | 6:2, 3:6, 10–12   |